# Batiki
Batiki (griechisch Μπατίκι oder Μπατικί) ist eine autochthone Weißweinsorte, die hauptsächlich im Norden Griechenlands in Thessalien, Makedonien und sporadisch auf Euböa angebaut wird. Im Jahr 1999 wurde eine bestockte Rebfläche von 65 ha erhoben. Batiki gilt auch als gute Tafeltraube.

## Ampelographische Sortenmerkmale
- Die Triebspitze ist offen. Sie ist leicht spinnwebig behaart. Die roten, glänzenden Jungblätter sind unbehaart.
- Die mittelgroßen Blätter sind fünflappig und tief gebuchtet. Die Stielbucht ist U - förmig offen. Das Blatt ist spitz gesägt. Die Zähne sind im Vergleich zu anderen Rebsorten eng gesetzt.
- Die kegel- bis walzenförmige Traube ist mittelgroß bis groß und sehr dichtbeerig. Die ovalen Beeren sind groß und von gelblich-weißer Farbe. Die knackigen, aromatischen Beeren sind leicht süßlich.

## Synonyme
‘Bantiki’, ‘Dembatiki’, ‘Deve Baliki’, ‘Deve Batiki’, ‘Dibi Batiki’, ‘Dimbatiki’, ‘Dimbi Batiki’, ‘Dimi Batiki’, ‘Mpatiki’, ‘Ntebe Batiki’, ‘Ntebe Mpatiki’, ‘Ntimpatiki’, ‘Tibi Batiki’, ‘Timbi Batiki’, ‘Timpi-Mpatiki’.